# La Nuit zoologique
La Nuit zoologique est un roman de Claude Durand publié le 30 août 1979 aux éditions Grasset et ayant reçu la même année le prix Médicis.

## Éditions
- La Nuit zoologique, éditions Grasset, 1979  (ISBN 2246008301).